# فتاة مثلي: قصة غوين اروجو
فتاة مثلي: قصة غوين اروجو (بالإنجليزية: A Girl Like Me: The Gwen Araujo Story) فِلم تلفزيوني إل جي بي تي يحكي سيرة. من إخراج أنيزكا هولاند، وبثّ على شبكة لايف تايم. القصة توثق الحياة الحقيقية لغوين اروجو، التي ولدت «إدوارد اروجو». المراهقة المتحولة جنسيًا الي قتلت بعد أن اكتشف معارفها أن لديها أعضاء تناسلية ذكرية. وتظهر مشاهد عملية القتل في الفِلم بالتناوب مع عرض حياة غوين.
الفِلم من بطولة جي دي باردو بدور إيدي/غوين، ميرسيدس رويل بدور والدتها، آفان جوجيا بدور أخيها داني. عرض الفِلم لأول مرة على قناة لايف تايم بالولايات المتحدة في 19 يونيو 2006.

## وصلات خارجية
- فتاة مثلي: قصة غوين اروجو على موقع IMDb (الإنجليزية)
- فتاة مثلي: قصة غوين اروجو على موقع روتن توميتوز (الإنجليزية)
- فتاة مثلي: قصة غوين اروجو على موقع ألو سيني (الفرنسية)
- فتاة مثلي: قصة غوين اروجو على موقع فيلمافينيتي (الإسبانية)
- فتاة مثلي: قصة غوين اروجو على موقع قاعدة بيانات الفيلم (الإنجليزية)
- فتاة مثلي: قصة غوين اروجو على موقع ليتربوكسد (الإنجليزية)
- فتاة مثلي: قصة غوين اروجو على موقع كينوبويسك (الروسية)
- الموقع الرسمي